# Archbold (Ohio)
Archbold ist ein Village im Fulton County, Ohio, Vereinigte Staaten. Bei der Volkszählung 2020 hatte Archbold 4516 Einwohner. Archbold ist Sitz des Northwest State Community Colleges.

## Geographie
Nach den Angaben des United States Census Bureaus hat die Ortschaft eine Fläche von 11,2 km², wovon 11,0 km² auf Land und 0,2 km² (= 2,07 %) auf Gewässer entfallen.

## Demographie
Zum Zeitpunkt des United States Census 2000 bewohnten Archbold 4290 Personen. Die Bevölkerungsdichte betrug 389,7 Personen pro km². Es gab 1807 Wohneinheiten, durchschnittlich 164,2 pro km². Die Bevölkerung Archbolds bestand zu 91,54 % aus Weißen, 0,47 % Schwarzen oder African American, 0,33 % Native American, 0,51 % Asian, 0 % Pacific Islander, 5,78 % gaben an, anderen Rassen anzugehören und 1,38 % nannten zwei oder mehr Rassen. 12,42 % der Bevölkerung erklärten, Hispanos oder Latinos jeglicher Rasse zu sein.
Die Bewohner Archbolds verteilten sich auf 1717 Haushalte, von denen in 33,0 % Kinder unter 18 Jahren lebten. 58,0 % der Haushalte stellten Verheiratete, 7,3 % hatten einen weiblichen Haushaltsvorstand ohne Ehemann und 32,0 % bildeten keine Familien. 29,8 % der Haushalte bestanden aus Einzelpersonen und in 15,1 % aller Haushalte lebte jemand im Alter von 65 Jahren oder mehr alleine. Die durchschnittliche Haushaltsgröße betrug 2,44 und die durchschnittliche Familiengröße 3,05 Personen.
Die Bevölkerung verteilte sich auf 26,4 % Minderjährige, 7,1 % 18–24-Jährige, 26,3 % 25–44-Jährige, 20,1 % 45–64-Jährige und 20,0 % im Alter von 65 Jahren oder mehr. Das Durchschnittsalter betrug 38 Jahre. Auf jeweils 100 Frauen entfielen 89,7 Männer. Bei den über 18-Jährigen entfielen auf 100 Frauen 83,9 Männer.
Das mittlere Haushaltseinkommen in Archbold betrug 43.155 US-Dollar und das mittlere Familieneinkommen erreichte die Höhe von 52.050 US-Dollar. Das Durchschnittseinkommen der Männer betrug 37.243 US-Dollar, gegenüber 25.990 US-Dollar bei den Frauen. Das Pro-Kopf-Einkommen belief sich auf 21.971 US-Dollar. 4,4 % der Bevölkerung und 1,8 % der Familien hatten ein Einkommen unterhalb der Armutsgrenze, davon waren 4,8 % der Minderjährigen und 3,1 % der Altersgruppe 65 Jahre und mehr betroffen.

## Söhne und Töchter der Stadt
- Sam Hornish junior, Fahrer in der NASCAR-Serie